# 莱昂·布蒂利耶
莱昂·布蒂利耶，沙维尼伯爵（法語：Léon Bouthillier，Comte de Chavigny，1608年3月28日—1652年10月11日），是法国国王路易十三时期的枢密院外交大臣，1638年奉命与荷兰和瑞典签署了联盟条约。